# Лейте Рибейро, Адриано
Адриа́но Ле́йте Рибе́йро (порт.-браз. Adriano Leite Ribeiro; род. 17 февраля 1982, Рио-де-Жанейро) — бразильский футболист, нападающий.

## Клубная карьера

### «Фламенго»
Воспитанник «Фламенго» из Рио-де-Жанейро. Стал чемпионом мира в составе юниорской бразильской сборной до 17 лет в 1999 году.

### «Интер»
После этого был замечен скаутами «Интера» и куплен командой. Затем провёл по одному сезону в «Фиорентине» в аренде и в совместном владении в «Парме». Помог «Интеру» своим дублем в финале Кубка Италии завоевать первый за долгие годы трофей.
Адриано — мощный форвард таранного типа, хорошо играющий головой, с поставленным ударом с левой ноги. Он обладал также высокими скоростными и физическими данными, что позволяло ему достойно выступать в итальянской Серии А.
В 2007 году Адриано объявил о своих проблемах с алкоголем, но заявил, что эти проблемы не столь серьёзные, как пишут в некоторых изданиях. В декабре отправился в Сан-Паулу, где прошёл курс лечения. Полностью восстановив свою форму и став лучшим бомбардиром «Сан-Паулу», вернулся в «Интер». До начала 2009 года успел отметиться парой скандалов и конфликтом с главным тренером «Интера» Жозе Моуринью, после этого появилось масса слухов о его продаже или возможной аренде, которые были опровергнуты как клубом, так и самим игроком, заявившим о своём желании продолжить выступление за итальянский клуб.
Свой счёт голам в 2009 году Адриано открыл 13 января в матче 1/8 Кубка Италии против «Дженоа»: не забив пенальти в первом тайме, он сумел отличиться во втором тайме ударом головой, это был первый гол в матче. В итоге матч закончился победой «Интера» 3:1, а Адриано был заменён в середине второго тайма.
24 апреля 2009 года было объявлено об обоюдном расторжении контракта игрока с «Интером». Позже он признался в причинах ухода из клуба:
«После смерти отца я впал в депрессию, с которой можно было совладать только посредством выпивки. Я чувствовал себя счастливым, только когда выпивал, поэтому пил не переставая. Я пил всё, что мне попадалось под руку: вино, виски, пиво. Я приезжал на тренировки пьяным. Я не спал, чтобы не опоздать на тренировку, но приезжал на базу в непотребном состоянии. Меня отправляли спать в одно из помещений базы, а журналистам рассказывали о том, что у Адриано мышечная травма».

### Возвращение в «Фламенго»

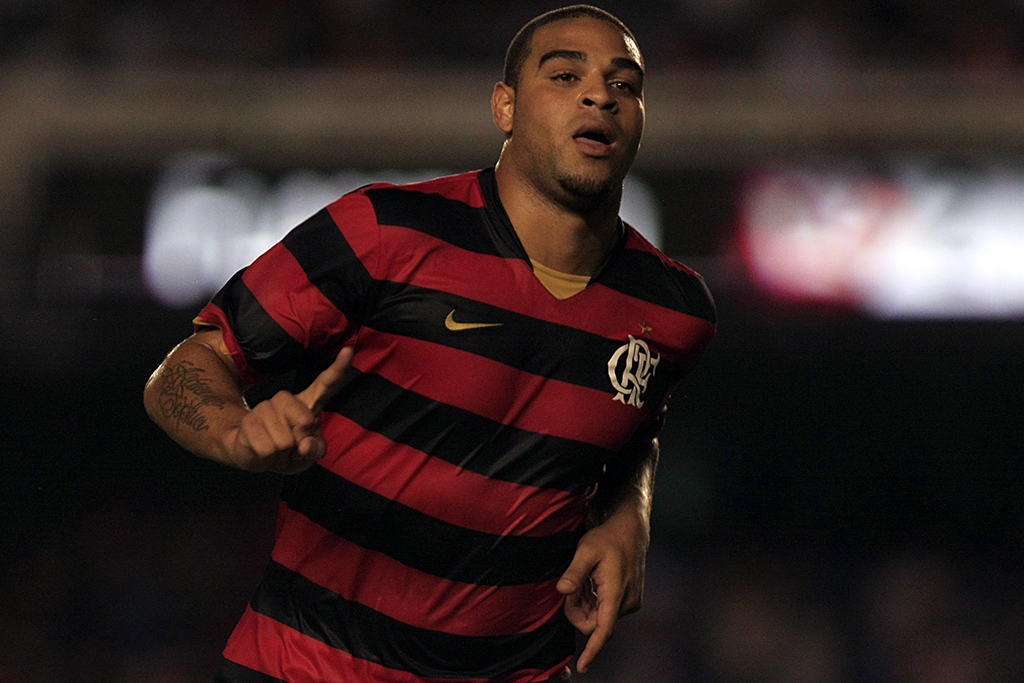
Адриано в составе «Фламенго»

6 мая 2009 года Адриано подписал контракт с бразильским клубом «Фламенго», в котором и начинал свою карьеру. В декабре 2009 года вместе с клубом стал чемпионом Бразилии, забив за чемпионат 19 мячей в 30 матчах. Для «Фламенго» это стало первой победой в национальном чемпионате с 1992 года.

### «Рома»
8 июня 2010 года Адриано в статусе свободного агента подписал контракт с «Ромой» сроком на 3 года с заработной платой 5 млн евро в год плюс бонусы. Через день состоялась презентация форварда. 22 сентября 2010 года дебютировал за джалоросси в выездном матче против «Брешиа» (в начале второго тайма вышел на замену вместо Жереми Менеза). 8 марта 2011 года контракт Адриано с «Ромой» был расторгнут по взаимному согласию сторон.

### «Коринтианс»
28 марта 2011 года Адриано подписал полуторагодовой контракт с клубом «Коринтианс». Футболист сказал:
Три или четыре клуба пытались заполучить меня, но я пообщался с Роналдо, он рассказал мне об атмосфере в «Коринтиансе», и я решил стать частью большой и дружной семьи. Хочу забивать много голов и не создавать никому проблем. Я ушёл из «Ромы» без всяких проблем — тихо и быстро. Я понял, что у меня нет никаких причин оставаться здесь. За прошедший год я успел получить три серьёзные травмы. Я осознал, что это был знак: пришло время вернуться на родину.

В апреле Адриано повредил ахиллово сухожилие, из-за чего его карьера была под угрозой. 9 октября 2011 года дебютировал за «Коринтианс» в домашнем матче 28-го тура чемпионата Бразилии 2011 против «Атлетико Гоияниенсе» (на 79-й минуте вышел на замену вместо Алекса). Однако в последующих играх футболист не участвовал из-за проблем с лишним весом. 12 марта 2012 года стал свободным агентом после того, как клуб расторг с футболистом договор по взаимному согласию из-за разногласий с руководством клуба.

### Второе возвращение в «Фламенго»
21 августа 2012 года Адриано подписал контракт с «Фламенго» сроком на 1 год. 7 ноября руководство «Фламенго» расторгло контракт в одностороннем порядке.

### «Атлетико Паранаэнсе»
C февраля по апрель 2014 года был игроком «Атлетико Паранаэнсе», который покинул из-за расторжения контракта ввиду пропуска тренировок.
26 декабря 2014 года французский «Гавр» подтвердил договорённость о переходе Адриано, однако переход бразильца так и не состоялся.

### «Майами Юнайтед»
29 января 2016 года Адриано стал играющим совладельцем футбольного клуба «Майами Юнайтед», представляющего четвёртый по силе американский дивизион. Форвард выкупил 40 процентов акций, 34-летний бразилец получал $ 10 тыс. в месяц в качестве футболиста. 27 мая 2016 года Адриано покинул «Майами Юнайтед», но клуб требует его присутствия в товарищеских матчах.

## Карьера в сборной

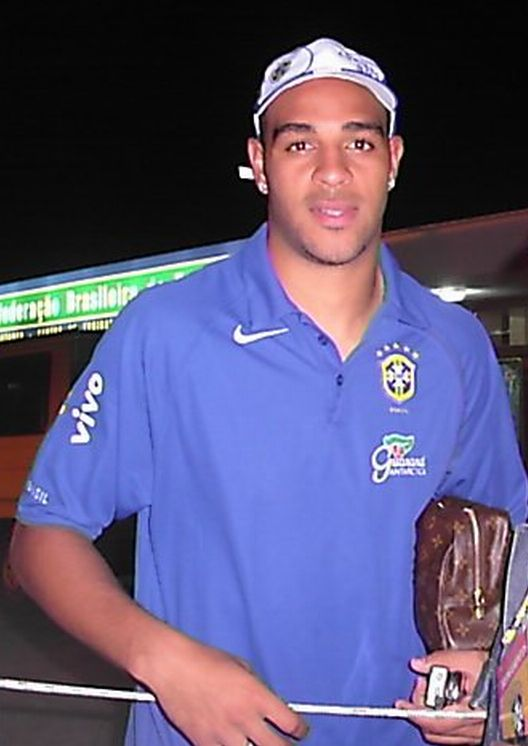
Адриано в составе сборной страны

15 ноября 2000 года, в возрасте 18 лет, Адриано впервые вызван в сборную Бразилии на отборочный матч с Колумбией. Он часто считался долгосрочным преемником Роналдо. 11 июня 2003 года забил свой первый международный гол в товарищеском матче против Нигерии. Позже в том месяце был включён в сборную Бразилии в 2003 году на Кубок Конфедераций.
В 2004 году стал победителем Кубка Америки, а в 2005 году обладателем Кубка конфедераций. Адриано выиграл «Золотую бутсу» в качестве лучшего бомбардира соревнований с семью голами.
В 2005 году у Адриано вновь был впечатляющий турнир, на этот раз в Кубке Конфедераций 2005 года. Адриано был назван Игроком Турнира и получил Золотую Бут-премию как лучший бомбардир соревнования с пятью голами. В финале он вывел Бразилию к победе, забив два гола Аргентине (4:1).
18 июня 2006 года Адриано был вызван на чемпионат мира по футболу 2006 года, забив свой первый гол против Австралии (2:0).
Международная карьера Адриано сократилась из-за серии плохих выступлений в клубе и личных проблем. В 2008 году, Адриано восстановил свою форму во время своего пребывания в Сан-Паулу и получил вызов в национальную сборную. 10 октября 2008 года Адриано забил свой первый международный гол за два года в отборочном турнире чемпионата мира против Венесуэлы. Он был постоянным членом сборной Бразилии во время квалификации чемпионата мира, и был привлечён к последней дружеской команде до Чемпионата мира 2010 против Республики Ирландия. Тем не менее, Адриано был одним из двух игроков, выбывших из заключительного списка команды из 23 игрока тренером Дунгой, вместе с Карлосом Эдуардо (который заменил травмированного Элано против Ирландии). Резерв травмированных Луис Фабиано в игре Ирландии,
занял Графите, вместо Адриано.

## Статистика
| Выступление      | Выступление      | Выступление      | Чемпионат | Чемпионат | Кубки | Кубки | Еврокубки | Еврокубки | Прочие | Прочие | Итого | Итого |
| Клуб             | Лига             | Сезон            | Игры      | Голы      | Игры  | Голы  | Игры      | Голы      | Игры   | Голы   | Игры  | Голы  |
| ---------------- | ---------------- | ---------------- | --------- | --------- | ----- | ----- | --------- | --------- | ------ | ------ | ----- | ----- |
| Фламенго         | Серия А          | 2000             | 19        | 7         | 0     | 0     | 8         | 1         | 5      | 2      | 32    | 10    |
| Фламенго         | Серия А          | 2001             | 0         | 0         | 4     | 1     | 2         | 0         | 8      | 1      | 14    | 2     |
| Фламенго         | Итого            | Итого            | 19        | 7         | 4     | 1     | 10        | 1         | 13     | 3      | 46    | 12    |
| Интернационале   | Серия А          | 2001/02          | 8         | 1         | 1     | 0     | 5         | 0         | 0      | 0      | 14    | 1     |
| Интернационале   | Итого            | Итого            | 8         | 1         | 1     | 0     | 5         | 0         | 0      | 0      | 14    | 1     |
| Фиорентина       | Серия А          | 2001/02          | 15        | 6         | 0     | 0     | 0         | 0         | 0      | 0      | 15    | 6     |
| Фиорентина       | Итого            | Итого            | 15        | 6         | 0     | 0     | 0         | 0         | 0      | 0      | 15    | 6     |
| Парма            | Серия А          | 2002/03          | 28        | 15        | 1     | 0     | 2         | 2         | 1      | 0      | 32    | 17    |
| Парма            | Серия А          | 2003/04          | 9         | 8         | 2     | 0     | 2         | 1         | 0      | 0      | 13    | 9     |
| Парма            | Итого            | Итого            | 37        | 23        | 3     | 0     | 4         | 3         | 1      | 0      | 45    | 26    |
| Интернационале   | Серия А          | 2003/04          | 16        | 9         | 2     | 3     | 0         | 0         | 0      | 0      | 18    | 12    |
| Интернационале   | Серия А          | 2004/05          | 30        | 16        | 3     | 2     | 9         | 10        | 0      | 0      | 42    | 28    |
| Интернационале   | Серия А          | 2005/06          | 30        | 13        | 5     | 0     | 11        | 6         | 1      | 0      | 47    | 19    |
| Интернационале   | Серия А          | 2006/07          | 23        | 5         | 3     | 1     | 3         | 0         | 1      | 0      | 30    | 6     |
| Интернационале   | Серия А          | 2007/08          | 4         | 1         | 0     | 0     | 0         | 0         | 0      | 0      | 4     | 1     |
| Интернационале   | Серия А          | 2008/09          | 12        | 3         | 3     | 2     | 7         | 2         | 0      | 0      | 22    | 7     |
| Интернационале   | Итого            | Итого            | 115       | 47        | 16    | 8     | 30        | 18        | 2      | 0      | 163   | 73    |
| Сан-Паулу        | Серия А          | 2008             | 19        | 11        | 0     | 0     | 9         | 6         | 0      | 0      | 28    | 17    |
| Сан-Паулу        | Итого            | Итого            | 19        | 11        | 0     | 0     | 9         | 6         | 0      | 0      | 28    | 17    |
| Фламенго         | Серия А          | 2009             | 30        | 19        | 0     | 0     | 0         | 0         | 0      | 0      | 30    | 19    |
| Фламенго         | Серия А          | 2010             | 2         | 0         | 0     | 0     | 6         | 4         | 12     | 11     | 20    | 15    |
| Фламенго         | Итого            | Итого            | 32        | 19        | 0     | 0     | 6         | 4         | 12     | 11     | 50    | 34    |
| Рома             | Серия А          | 2010/11          | 5         | 0         | 1     | 0     | 1         | 0         | 1      | 0      | 8     | 0     |
| Рома             | Итого            | Итого            | 5         | 0         | 1     | 0     | 1         | 0         | 1      | 0      | 8     | 0     |
| Коринтианс       | Серия А          | 2011             | 4         | 1         | 0     | 0     | 0         | 0         | 0      | 0      | 4     | 1     |
| Коринтианс       | Итого            | Итого            | 4         | 1         | 0     | 0     | 0         | 0         | 0      | 0      | 4     | 1     |
| Фламенго         | Серия А          | 2014             | 0         | 0         | 0     | 0     | 3         | 1         | 0      | 0      | 3     | 1     |
| Фламенго         | Итого            | Итого            | 0         | 0         | 0     | 0     | 3         | 1         | 0      | 0      | 3     | 1     |
| Всего за карьеру | Всего за карьеру | Всего за карьеру | 254       | 115       | 25    | 9     | 68        | 33        | 29     | 14     | 376   | 171   |

## Достижения

### Клубы
- Чемпион Бразилии (3): 2008 («Сан-Паулу»), 2009 («Фламенго»), 2011 («Коринтианс»)
- Чемпион Италии (4): 2006, 2007, 2008, 2009 («Интернационале»)
- Чемпион штата Рио-де-Жанейро: 2001
- Обладатель Кубка Италии (2): 2005, 2006
- Обладатель Суперкубка Италии (2): 2005, 2006

### Сборная
- Обладатель Кубка Америки: 2004
- Обладатель Кубка конфедераций ФИФА: 2005
- Чемпион мира среди юношей (до 17 лет): 1999
- Чемпион Южной Америки (до 20 лет): 2001

### Личные
- Золотой мяч Бразилии: 2009
- Лучший бомбардир чемпионата Бразилии: 2009 (19 голов)
- Лучший футболист Кубка Америки: 2004
- Лучший бомбардир Кубка Америки: 2004 (7 голов)
- Лучший игрок Кубка конфедераций: 2005
- Лучший бомбардир Кубка конфедераций: 2005 (5 голов)
- Обладатель приза IFFHS лучшему бомбардиру мира в международных матчах: 2005[30]
- Золотая урна: 2006[31], 2007[32], 2010[33]